# 中通町
中通町（なかとおりまち）は、徳島県徳島市の町名。内町地区に属している。中通町一丁目から中通町三丁目までが設置されている。徳島市の調査による2010年1月の人口は149人、世帯数は68世帯。郵便番号は〒770-0844。

## 地理
徳島市の中心駅徳島駅の南方、内町地区南部に位置する。東西に伸びる通りの両側に広がる町で、東西に細長く、東から1～3丁目と並ぶが、1丁目と2丁目の間は南北に伸びる両国本町で分断されている。同じく東西に伸びる、北の通町と南の新内町に挟まれている。東西は南北に伸びる町で区切られており、西は国道438号沿いの元町、東は富田橋通り沿いの幸町である。通り自体は、東では幸町公園そばの丁字路で終わっている。西へは、藍場浜公園沿いの短い道を経て国道192号が本来は中通町の続きだが、現在は国道438号の中央分離帯で阻まれ繋がっていない。

## 歴史
江戸時代には新興商人の町で、新シ町（あたらしまち）と呼ばれた。片町（かたまち）とも呼ばれた。明治元年（1868年）、新シ町が現在の町名、中通町に解消された。当初は徳島のうち、市制施行のあった1889年（明治22年）からは徳島市の町名となる。隣接する塀裏浜ノ丁（西部の新町川河岸地帯）と共に、水路で来た客向けの宿屋が江戸時代から多く、明治には旅館街として発展した。1941年（昭和16年）に内魚町（現在の幸町公園付近の富田橋通り沿いにあった魚商人町）の一部と通町の一部を編入し、また中通町の一部は元町・新内町・南内町となった。これ以降、1丁目から3丁目が置かれる。1975年（昭和50年）に両国橋通り沿いが両国本町となった。

## 文化
1月10日には、通町の「エベッサン」に合わせ、植木市が立ち、庭木・苗木・盆栽・花卉などが売られる。

## 施設
- 徳島合同証券 - 3丁目